# Numan
Numan est une ville et une zone de gouvernement local dans l'État d'Adamawa au Nigeria. 

## Présentation
La ville portuaire est située sur la rivière Bénoué. Le groupe ethnique qui prédomine dans la ville est les Bwatiye, qui ont la réputation d'être des guerriers indomptés dans toute leur histoire. La ville est le siège de la State Polytechnic Adamawa (en).
C'est le siège du royaume de Bachama. L'actuel roi de Bachama (depuis 2020) est Homun (roi) Dr Daniel Ismaila Shaga OON, la reine est Mbamto (reine) Rosaline Daniel Ismaila Shaga. Ils ont 4 enfants.

## Source
- (en) Cet article est partiellement ou en totalité issu de l’article de Wikipédia en anglais intitulé « Numan, Nigeria » (voir la liste des auteurs).